# Hydropsyche cornuta
Hydropsyche cornuta är en nattsländeart som beskrevs av Martynov 1909. Hydropsyche cornuta ingår i släktet Hydropsyche och familjen ryssjenattsländor. Inga underarter finns listade i Catalogue of Life.